# 歐洲黑暗時代

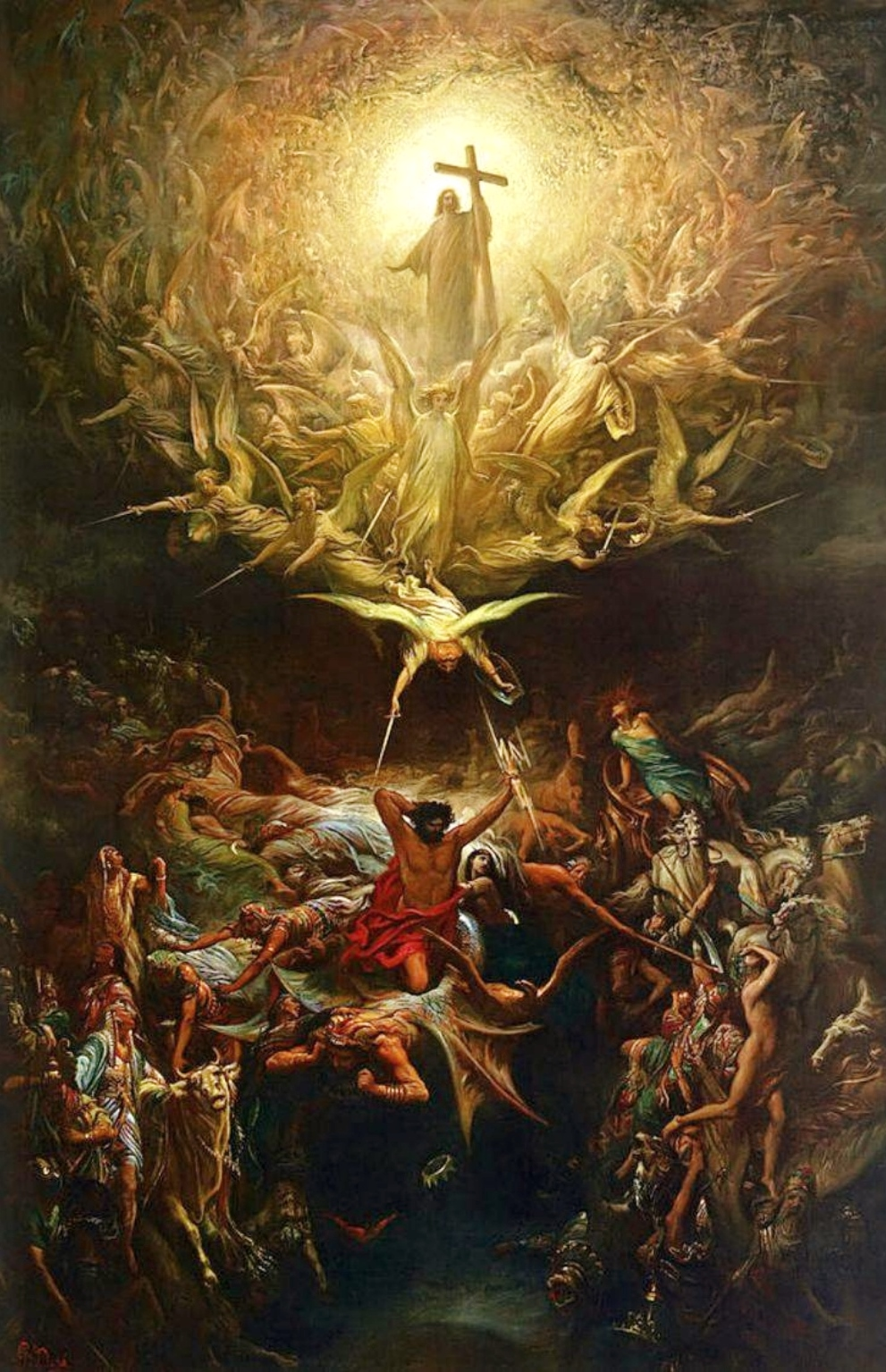
“基督教戰勝異教”（繪於1868年）描繪了基督教的耶穌和天使戰勝包括古埃及、古希臘、古羅馬、古波斯等多神教为主的眾神，可見宙斯站在撒旦之上。代表西羅馬帝國滅亡後基督教成为中世紀欧洲主要甚至几乎是唯一的宗教。

欧洲黑暗時代（英语：Dark Ages或Dark Age）在编史工作上是指在西欧历史上，从西罗马帝国的灭亡到文艺复兴开始，一段文化层次下降或者社会崩溃的时期。
在19世纪，随着对中世纪更多的了解，整个时代都被描述成“黑暗”的说法受到了挑战。又因为整个时期都是中世纪的一部分——称为中世纪前期，所以这个说法一直在一些现代学者中受争议，他们倾向于避免使用该词。
黑暗时代的概念是由意大利学者佩脫拉克在1330年代提出的，原本是为了大力批评当时的拉丁语文学。之后的史学家把这个名词的适用范围扩大到古典罗马时期和中世纪盛期之间，这段时间表现为拉丁语文学的式微，同时代可靠历史的缺乏，人口的统计结果普遍下降，以及普遍的建筑工程以及物质文化成就都相当少。人們更扩大这个名词用来描述中世纪时期的退步。

## 歷史探討
“黑暗时代”这个术语最初是指从西罗马帝国灭亡到文艺复兴开始的整个时期。“中世纪”这个术语与前者相似，但包含“中间的”意思的时期，指的是从古典时代到现代之间。從19世纪开始，一些学者逐渐了解那段时期的成就，于是对中世纪这段被描绘成黑暗而又腐朽的传统看法提出了挑战。现在，黑暗时代这个说法在学术界已很少使用，則取而代之的是中世纪前期。
在20世纪，考古学以及另一些学科的兴起，为这个时期带来了光明，对于它积极发展方面的理解也更细致入微。 另一些历史学的时期划分，如：后古典时代，中世纪前期，民族大迁徙也因此涌现出来。这些划分都分别强调了当时某一文化特征。当现代学术对中世纪的研究在19世纪兴起时，“黑暗时代”这个说法，以及他所带有的批评性色彩，被首次保留。而现在，“黑暗时代”已很少被历史学家所使用。目前所公认的是，之所以称其为“黑暗”，仅仅是因为相比于之前和之后的时期，艺术及文化方面的成就，包括那时的历史记录都相当匮乏。

### 彼特拉克

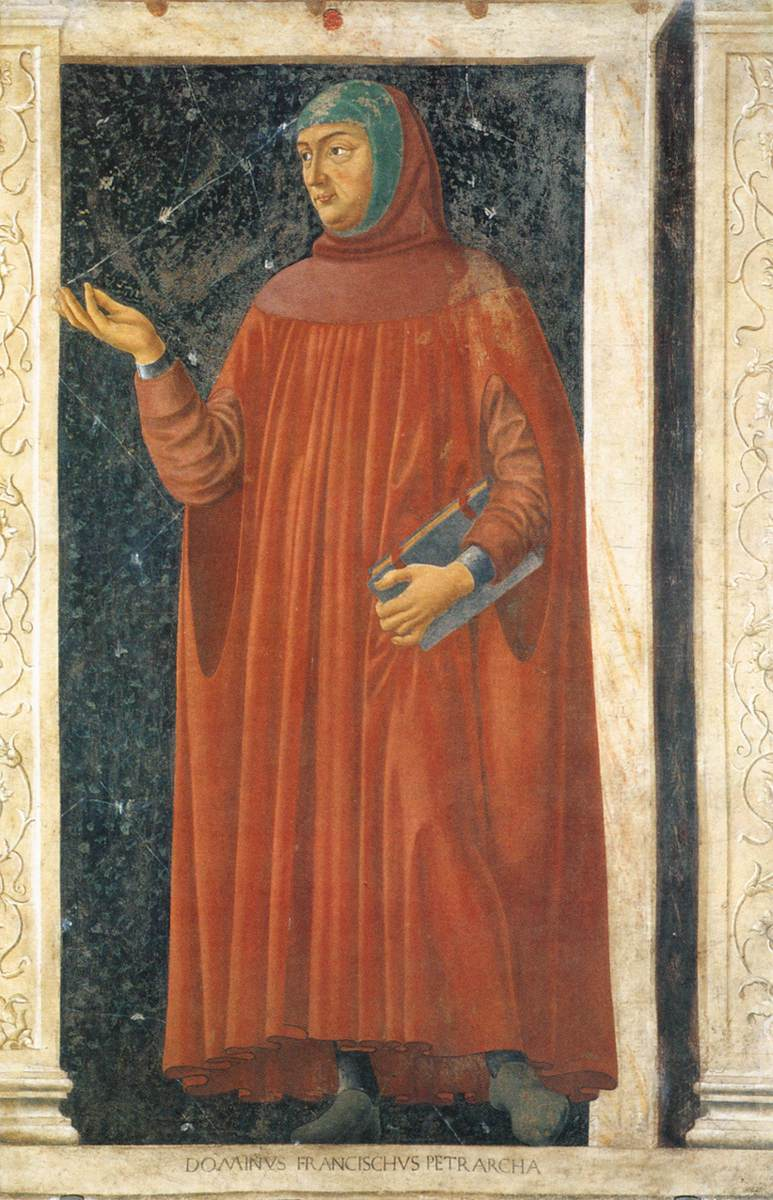
弗朗西斯科·彼特拉克像

黑暗时代的概念由彼特拉克在1330年代提出。 在写到关于那些在他之前的人们，他说：“在種種謬誤之中仍然有天才之人熠熠生煇，雖然被昏昧黑暗所包圍著，他們的目光依然銳利。” 基督教的作家通常用传统的“光明与黑暗”来隐喻“善与恶”。彼特拉克首次巧妙地利用这个比喻来反戈一击，并给于它非宗教的也就是世俗的意义。古典时代，不再是那个被认为因缺乏基督教信仰而“黑暗”的时期，而是现在被彼特拉克称作“光明”的时期，因为那个时期的文化成就相当之高。而相反，彼特拉克所处的年代，照他所说缺乏这
作为一个意大利人，彼特拉克视罗马帝国以及古典时代为意大利人的骄傲。 他花了大量时间周游欧洲，来重新发现、整理古典拉丁文和希腊文作品。他希望恢复古典拉丁语言的纯正。人文主义者视900年之前的那段时期为停滞的时期。他们感到历史的演变，没有遵循圣奥古斯丁所预言的六世界中世纪的宗教框架，而是在文化（或者世俗）层面，沿着古典思潮、文学、艺术的方向不断发展前进。
彼特拉克认为，历史分为两个时期：古希腊和古罗马的古典时期，和他目前仍然所处在的，被认为是黑暗的时期。人文主义者相信终有一天，罗马帝国将会再度崛起并且复兴那个纯正的古典文化。所以从14世纪末和15世纪初，像李奥纳度·布伦尼这样的人文主义者认为他们已经踏入了一个新的时期，也就是第三个被称为现代的时期已经来临。在这个新时期之前，也就是被彼特拉克视为黑暗的时期，由此变成了一个在古典和现代之间一个“中间（Middle）”的时期。“中世纪（英语：Middle Age）”这个词首次被比昂多（ ）在大约1439年的时候提到。

### 宗教改革
在16、17世纪的宗教改革期间，新教徒们把中世纪表述成是天主教會腐化堕落的时期。彼特拉克的作品并不从本质上抨击基督教（除了人道主义的思想外）。而他深深地执着于寻求天主——这同样也不是反对基督教，于是他与他的作品被当作来恢复被新教徒视为圣经的基督的一个动机。为了应对新教徒，天主教會发展了一个相反的形象，把那个时期描写成一个一点也不“黑暗”的，而是社会与宗教和谐共处的时期。
根据牛津英语词典，吉尔伯特·伯内特在1687年的著作《旅程》（Travels）中有一句话提到了“更黑暗的时代”（the darker ages）是用英语记载这一说法的最早记录。

### 启蒙时代
在17和18世纪的启蒙时代，宗教被视为理性的对立面。由于中世纪被称为“信仰时代”，于是它被认为与理性思想相反的时期，也就是与“理性时代”对立。伊曼努尔·康德与伏尔泰这两位启蒙时代的作家都曾指责中世纪是一个受宗教操控的，社会衰败的时期。与彼特拉克有着相似之处，认为自己处在一个“新时期”来临的前夕，并批评之前的数个世纪直到他们的时代。这些观点在彼特拉克年代之后逐渐发展。在此期间尽管在规模上减小了，宗教统治和宗教斗争在17世纪及以后的年代里一直相当普遍。
由此，一场演变从至少三个方面展开了。彼特拉克关于光明与黑暗的隐喻在此时被及时地，至少是含蓄地推广了。尽管早期的人文主义者不再认为他们自己所在的年代是个“黑暗”的年代，但是对于18世纪的一些作家来说仍然不够“光明”，他们认为自己生活的才是真正的启蒙时代（Age of Enlightenment）。不过那个时期也饱受那些人的指责，主要集中在我们现在所称为的近代。而彼特拉克关于黑暗的比喻，也就是对一个他所见到的缺乏长期艺术文化成就的时期感到悲哀，在这个时候更加明确了它的反宗教的意图，是对所谓正统的天主教神职人员一个严峻的挑战。
尽管如此，一般来讲，名词“中世纪”，则是在18世纪以前，由比昂多以及其他彼得拉特之后的早期人道主义者提出，用来表示文艺复兴时期之前的时期的。最早使用英语单词“medieval”的纪录是在1827年。黑暗时代的概念仍然在使用，但是18世纪以后，它被限制来代表在中世纪的早期。牛津英语词典中最早的“黑暗时代（Dark Ages）”条目是一篇1857年亨利·T·巴克尔编的《英格兰文化历史（History of civilisation in England）》的参考书目。而其开始和结束时间，各说不一：有人认为黑暗时代始于410年，而另一部分人认为则是476年——西罗马帝国灭亡之时；并认为其结束于查理曼统治下的卡洛林文艺复兴，即大约800年左右，但也有人扩展了这个时期直到1000年。

### 浪漫主义
然而到了19世纪早期，浪漫主义者颠覆了那些被启蒙时代思想家所否定的价值观念。在那之前，词汇“哥特（Gothic）”与“汪达尔（Vandal）”一样是耻辱和不名誉的代名词。直到一些有自信的18世纪中期英格兰“哥特人”，例如贺瑞斯·沃波尔发起了哥特艺术复兴运动，也就是以呈现出信仰时代中的田园短诗般的想象为开端的浪漫主义时代。这种想象，反应了骑士精神的黄金时代那种浪漫的气息，是受到了启蒙时代理性主义思想，即理智高于情感的影响。而中世纪则被视为一个社会环境和谐，精神受到鼓舞的时代，这与法国大革命，尤其是当时社会环境的剧变还有工业革命所带来的不良的功利主义产生鲜明对比。显然，这种想法充满了幻想般的怀旧情结。这些早期的浪漫主义观点在当代的仍然可以在当代的复古的节庆活动中看到。

## 概要

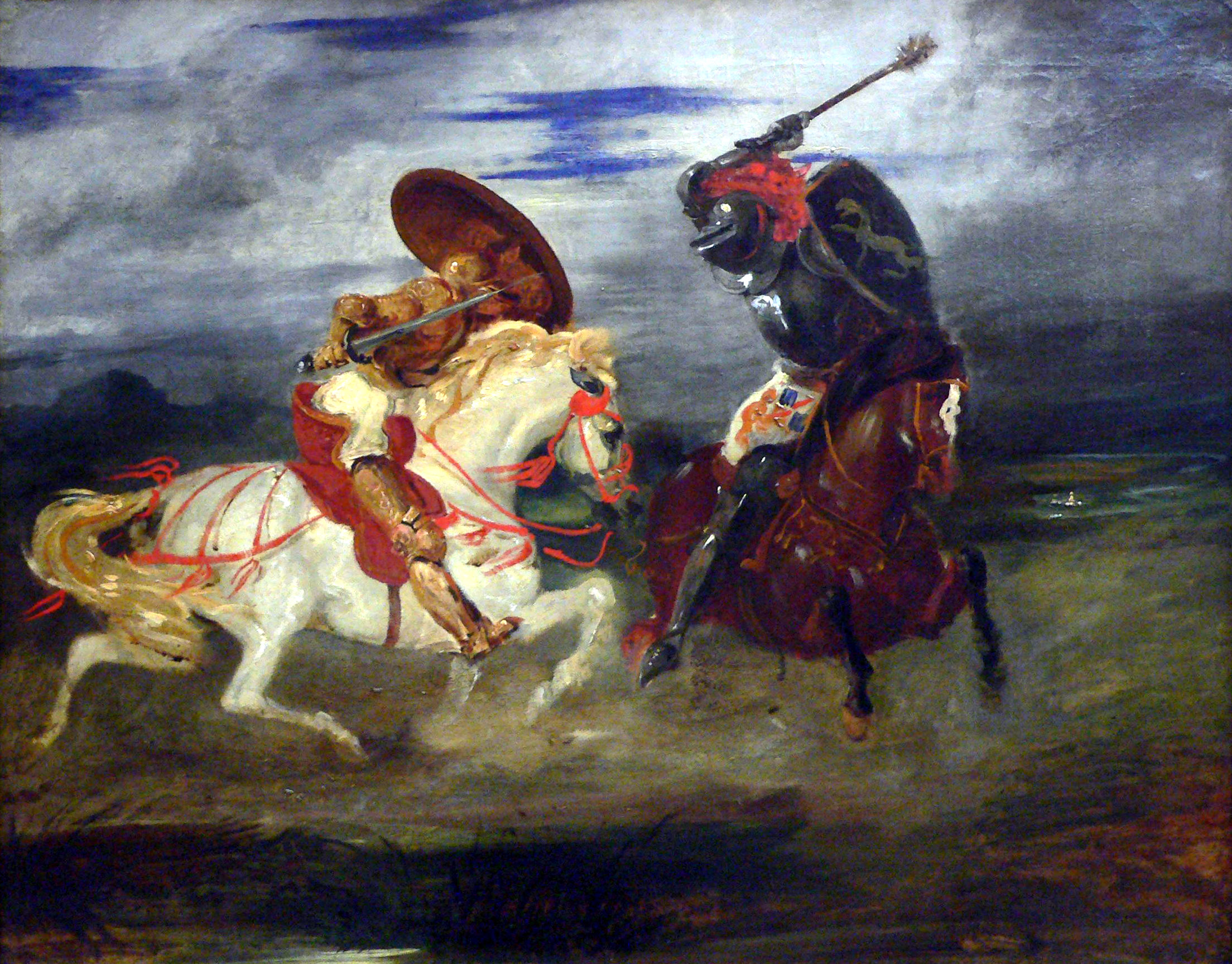
兩名騎士正在決鬥。

騎士實際上是一個小國的領主及其武裝集團，因為封建制度下國王已經名存實亡，騎士雖然名義上有著必需效忠國王和服務國王的義務並在有義務時為國王而死，不過國王對騎士的所有決定、地盤都無權控制，所以當時各地的封建地主割據一方，經常互相混戰，希望可擴大實力，情形就有點像是中國的春秋戰國時期。這種混亂的局面維持了很長一段時間，一直到中世紀的後期，英國、法國才出現了統一政權，而一些歐洲國家如意大利、德國則一直到中世紀末也未有統一政權。
中古前期，政權分崩離析，基督教教會逐漸成為社會上安定人心、救濟民眾的重要機構。修士的虔誠服務、默默行善及清高廉潔的形象，對傳布基督信仰助益甚多。但是教會與各地領主在各地設立異端裁判所，或是獵巫，則使得教會遭受批判。（僅管獵巫的全盛期是在文藝復興時期）

## 封建社會
歐洲黑暗時代是一個封建社會，社會階級森嚴，下面的階級要對上面的階級進行納税、從軍等義務。階級自上而下是國王、大封建主（公爵、侯爵、伯爵）、中等封建主（子爵、男爵）、小封建主（騎士）、平民、奴隸，階級中典型的平民較少，因為每一位自由人都需要一位主人來效忠。而奴隸的定義也跟現在不太相同，農民、僕人、工人甚至軍人也可當成奴隸，因為他們都可被主人隨意買賣。

## 科學及文化發展

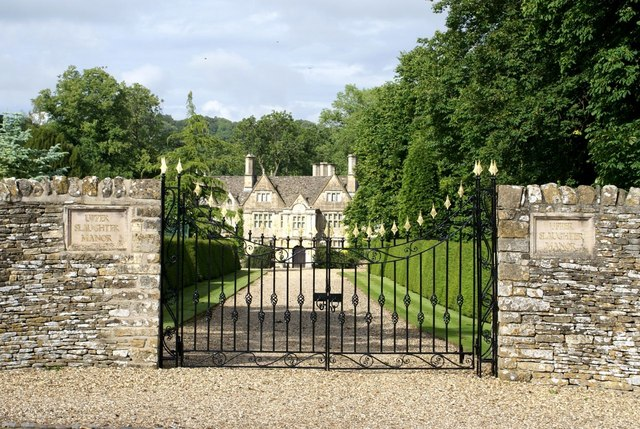
一座位於英國的莊園遺蹟

歐洲黑暗時代的科學發展因為戰亂頻繁与封建禁锢而受到重大打擊，甚至出現倒退情況。當時傳教士是主要的知識傳播者，學校也是由教會附設。 而文化發展方面的打擊更大，雖然修士的職責之一—抄寫經典，保存了古典時期的著作與學術文化，但是羅馬及希臘的文明遺產則受到暴徒破壞，其中亦包括基督徒教狂熱份子，得倚靠一些神職人員暗地違反教會的規定，私下保存、收藏及研究一些被認定為異教（即非基督教）的文獻或藝術品，才倖而保存到一些下來。
而且騎士們大多都是文盲，文化水準很低，加上當時兵荒馬亂，令中世紀的歐洲文化發展不進反退。

## 影響
- 宗教發展受到影響。
- 歐洲之後進入了文藝復興時期。

## 相關
- 文藝復興時期
- 中世紀
- 希臘黑暗時代
- 异端
- 异端裁判所
- 猎巫
- 天主教会
- 民族大迁徙
- 维京人
- 赎罪券
- 十字军东征

## 註释
1. 1 2 3 4  "Dark ages"[]. The Oxford English Dictionary. Retrieved December 5, 2008. "Dark Ages: a term sometimes applied to the period of the Middle Ages to mark the intellectual darkness characteristic of the time; often restricted to the early period of the Middle Ages, between the time of the fall of Rome and the appearance of vernacular written documents."
2. ↑  .   [2009-05-07]. （原始内容存档于2021-01-16）.
3. ↑  Franklin, James, , Quadrant, 1982, 26 (11): 51–60  [2009-05-07], （原始内容存档于2020-11-29）
4. ↑  William Chester Jordon. Dictionary of the Middle Ages, Supplement 1, 2004. Kathleen Verdun, "Medievalism" pp. 389–397. Sections 'Victorian Medievalism', 'Nineteenth-Century Europe', 'Medievalism in America 1500–1900', 'The 20th Century'. Same volume, Paul Freedman, "Medieval Studies", pp. 383–389.
5. 1 2 3 4  Mommsen, Theodore E. . Speculum（英语：Speculum (journal)） (Cambridge MA: Medieval Academy of America). 1942, 17 (2): 226–242. doi:10.2307/2856364.
6. 1 2  Tainter, Joseph A.; Barker, Graeme（英语：Graeme Barker） (ed.). . . Abingdon, England: Routledge. 1999: 988. ISBN 0415064481.
7. ↑  Clarke, Kenneth (1969), Civilisation (BBC Books)
8. ↑  Philip Daileader. The High Middle Ages. The Teaching Company. ISBN 1-56585-827-1. "Catholics living during the Protestant Reformation were not going to take this assault lying down. They, too, turned to the study of the Middle Ages, going back to prove that, far from being a period of religious corruption, the Middle Ages were superior to the era of the Protestant Reformation, because the Middle Ages were free of the religious schisms and religious wars that were plaguing the 16th and 17th centuries."
9. ↑  Robert Bartlett（英语：Robert Bartlett (historian)）. "Introduction: Perspectives on the Medieval World", in Medieval Panorama. 2001. ISBN 0-89236-642-7. "Disdain about the medieval past was especially forthright amongst the critical and rationalist thinkers of the Enlightenment. For them the Middle Ages epitomized the barbaric, priest-ridden world they were attempting to transform."
10. 1 2 3  《中華民國國民中學社會第五冊》
11. 1 2  《普通高級中學歷史第三冊》. 三民書局. 2013年8月初版
12. ↑  “如果一个罗马不列颠时代的切斯特能够复活...这些对他既亲切又陌生....他越是详尽了解公元三世纪以来所发生的一切事情，就会庆祝自己自由没有过早复活过来。”温斯顿·丘吉尔（Winston Churchill）. . 新华出版社. 1985年. 统一书号: 11203-042 （中文（简体））.
13. ↑  温斯顿·丘吉尔（Winston Churchill）《英语国家史略》第五章 英格兰 75页:"夕阳带着火红的余辉落下,苍穹拉下了漫长的黑幕.可是天色大亮的时候,人类的遥远的后代才清楚的看到,一切都变样了........他贫穷落后,野蛮愚昧,四分五裂,但还活着.不列颠曾是世界大帝国的活跃地区,而英格兰再度成为野蛮愚昧的孤岛." . 新华出版社. 1985年. 统一书号: 11203-042 （中文（简体））.

## 外部連結
- "Dark Ages" （页面存档备份，存于） in Encyclopædia Britannica Online
- "Decline and fall of the Roman myth" （页面存档备份，存于） by Terry Jones
- "Why the Middle Ages are called the Dark Ages" （页面存档备份，存于）
- Alban Gautier, « De l'usage des Dark Ages en histoire médiévale », portail Ménestrel, 2017.